# هومبيرتو راموس
هومبيرتو راموس (بالإسبانية: Humberto Ramos)‏ هو رسام مكسيكي، ولد في 27 نوفمبر 1970 في المكسيك.

## وصلات خارجية
- هومبيرتو راموس على موقع IMDb (الإنجليزية)
- هومبيرتو راموس على موقع قاعدة بيانات الفيلم (الإنجليزية)